# Merab (weiblicher Vorname)
Merab ist ein weiblicher Vorname.

## Herkunft und Bedeutung
Beim Namen Merab handelt es sich um eine Variante des hebräischen Namens מֵרַב mēraḇ.
In der Bibel trägt die Tochter von König Saul diesen Namen (1 Sam 14,49  u. ö.)

## Varianten
- Französisch: Mérab
- Tschechisch: Mérab
- Ungarisch: Méráb

Für weitere Varianten: siehe Merav#Varianten